# برونو لوريرو
برونو لوريرو هو لاعب كرة قدم برتغالي في مركز الوسط، ولد في 23 سبتمبر 1989 في فيسيو في البرتغال. لعب مع بوغون شتشين.

## وصلات خارجية
- برونو لوريرو على موقع قاعدة بيانات كرة القدم.إي يو (الإنجليزية)
- برونو لوريرو على موقع Soccerway.com (الإنجليزية)